# Carl Wieman
Carl Wieman, punim imenom Carl Edwin Wieman (Corvallis, Oregon, 26. ožujka 1951.), američki fizičar. Diplomirao (1973.) na Massachusettskom institutu za tehnologiju (MIT), doktorirao (1977.) na Stanfordskom sveučilištu. Predavao je na Michiganskom sveučilištu u Ann Arboru (do 1984), potom na Sveučilištu Colorado u Denveru (Boulderu). Kombiniranjem laserske i magnetske tehnike uspio je (1995.), s E. A. Cornellom, rashladiti i dovesti u stanje Bose-Einsteinova kondenzata oko 2000 rubidijevih atoma. U tom su stanju atomi tako spori da se spajaju i ponašaju kao jedan kvantni entitet koji je znatno veći od bilo kojega pojedinačnog atoma. Za prvo postignuće Bose-Einsteinova kondenzata u razrijeđenim plinovima alkalijskih atoma i za rano temeljno proučavanje svojstava kondenzata s Cornellom i W. Ketterlom 2001. dobio Nobelovu nagradu za fiziku.

## Bose-Einsteinova kondenzacija
Bose-Einsteinova kondenzacija je pojava svojstvena bozonima, pri kojem se velik broj čestica (atoma) nalazi u istom energetskom stanju ako je temperatura sustava dovoljno mala. Prvi je put Bose-Einsteinova kondenzacija postignuta 1995., u grupi profesora Carla E. Wiemanna i Erica A. Cornella (Sveučilište Colorado u Boulderu, SAD), hlađenjem razrijeđenog plina (pare) rubidijevih atoma do ultraniske temperature (manje od 170 · 10–9 K iznad apsolutne nule) u atomskoj stupici.

### Atomska stupica
Atomska stupica (engl. atomic trap) je uređaj za usporavanje (hlađenje) atoma u malom dijelu prostora radi njihova spektroskopskog proučavanja. Osnovna je tehnika Dopplerovo hlađenje, pri kojem se upotrebljava lasersko svjetlo nešto niže frekvencije od određenog elektronskog prijelaza u atomu. Takvo svjetlo usmjeri se na brze atome u snopu ili pari. Zbog Dopplerova učinka atom vidi fotone kao rezonantne. Fotoni se apsorbiraju i tako pobuđeni atom fluorescira emitirajući foton u nasumičnu smjeru. Tako se prenosi moment količine gibanja s fotona na atom, a to uz lavinu fotona uzrokuje usporavanje atoma. Primjenom laserskoga snopa u svih 6 smjerova zadržavaju se atomi u zadanom prostoru (optička molasa). Ako se primijene dodatna magnetska polja i laser, atomi se mogu ohladiti na nekoliko milijuntinki Kelvina. Sudari tako ohlađenih atoma omogućuju proučavanje raznih kvantnih učinaka. Načela laserskoga zarobljavanja primjenjuju se za proučavanje mikroorganizama koji se drže izolirani, a da im se ne naškodi.